# Городок (Чортківський район)
Городо́к (у XII—XIII ст. — Печеніги; XV — Серет; з 1518 р. — теперішня назва) — село в Україні, Тернопільська область, Чортківський район, Заліщицька громада. Адміністративний центр колишньої Городоцької сільської ради. До села належав хутір Слажа.

## Географія
Розташоване в гирлі впадіння р. Серет у Дністер, за 50 км від районного центру та 16 км до найближчої залізничної станції Заліщики. Географічні координати: 48° 37’ північної широти 25° 51’ східної довготи. Територія — 9,56 км². Дворів — 195.
Неподалік села розташовувався хутір Слажа, на якому у 1952 році було 10 дворів та проживало 35 жителів.

### Клімат
Городок знаходяться в межах вологого континентального клімату із теплим літом. Але діяльність людини призводить до поганих змін та глобального потепління. Рівень наповнення річок водою в області становить лише 20 % від необхідного стандарту, значна частина земної поверхні стає посушливою. Для покращення ситуації варто було б відновлювати екосистеми та лісові насадження.

## Топоніміка
По всій імовірності у XII—XIII ст. на місці теперішнього села існувало поселення під назвою Печеніги. Воно виникло від особової назви *Печинъгъ з первісним значенням печенъги «рід (або підданці) Печенъга».
Згідно реєстру міст і містечок Подільського королівства 1453 р. тут локалізувалося містечко Серет, яке у той час в документах фігурувало, як Sereth oppidum terrigenarum. У «Поділі маєтностей Бучацьких» за 1469 р. згадується як «gorodek… Szereth». Тоді населений пункт отримав відгідронімну назву, тобто номінація його походження вказувала, що містечко знаходилося поблизу правого берега р. Серету
Лише з 1518 р., теперішній Городок уже засвідчений як oppido Grodek. Назва села походить від апелятива городок «(невелике) укріплене поселення».

## Історія

### Давні часи
У селі знайдено старожитності трипільської, голіградської (Ґава-Голігради), західноподільської культури скіфського часу, черняхівської, давньоруського, пізньосередньовічного і ранньомодерного часу.

### Середньовіччя, Новий Час
Перша письмова згадка — 1453 р. Було важливим оборонним пунктом. Адже в Червоногородському повіті Подільського воєводства знаходилися зем'янські містечка — Язловець та Серет.
До кін. XVII ст. Городок був важливим оборонним містечком, яке з поч. XVIII ст. повністю занепало. Власниками поселення були Язловецькі, а згодом Потоцькі. Є дані, що був тут замок; у 1692 р. збудовані земляні укріплення «Шанці панни Марії». У 1880-х рр. власником села був поміщик Ян Дунін-Борковський.
У XIX ст. Антоній Шнайдер спроєктував герб містечка: на срібному тлі серед поля, засіяного хлібом, зелена гора, на якій червоний замок із брамою і трьома гостроверхими вежами; проте цей ґеральдичний знак не використовували.
У 1889—1892 pp. проводив археологічні розкопки Готфрид Оссовський.

### XX століття
У 1918 р. Городок мав печатку зі зображенням лева з короною, який спирається на скелю.
За Австро-Угорщини у селі діяла однокласна школа з українською мовою навчання, за Польщі — двомовна.
Улітку 1915 р. угорські війська під час Першої світової війни спорудили тут перехід через Дністер. За переписом 1921 р., в селі було 202 двори з населенням 961 особа, на 1931 р. — 218 дворів (942 особи). Протягом 1937–1938 рр. побудовано дерев'яний міст через р. Серет.
У селі працювали філії товариств «Просвіта» (від 1911), «Луг», «Сільський господар» та інших, кооператива.
Незабаром після встановлення у 1939 р. радянської влади страчено Яківа Макарюка та Ігоря Панаса (обидва — нар. 1905). Під час німецько-радянської війни у Червоній армії загинуло 40 жителів села, 17 пропали безвісти (1944—1945). Після повернення радянської влади протягом 1944—1953 рр. за участь у національно-визвольній боротьбі замучено 6 осіб; ув'язнено 40 осіб; виселено у Сибір 18 осіб; загинуло 29 борців ОУН і УПА.
Відомі борці за свободу-уродженці села: референт Служби безпеки ОУН Степан Українець (псевдо «Вітрогон»; 1921—1945), станичний Юнацтва ОУН Дмитро Гуменюк (нар. 1919); стрільці УПА Василь Киян (1923—1953), Йосип Королюк (псевдо «Вітрогон»; 1926—1948), Дмитро Олійник (1924—1945) і Тимофій Чимбур (1920—1946); члени ОУН: Василь Андрусик (1904—1946), Андрій Гуменюк (1910—1944), Федір Камінський (нар. 1885).
У 1944 р. створений колгосп, згодом укрупнений; у 1990-х розпайований.

### Період Незалежности
З 1991 року в складі незалежної України.
У 2010 році село газифіковано.
До 2020 року село належало до Заліщицького району, від 2020 — у складі Чортківського.
З 1 грудня 2020 року Городок належить до Заліщицької міської громади. Об'єднання в громаду має створити умови для формування ефективної і відповідальної місцевої влади, яка зможе забезпечити комфортне та безпечне середовище для проживання людей.

## Релігія
- церква святого архістратига Михаїла (з чудотворним образом Діви Марії; 1777);
- костел (1915);
- капличка Матері Божої (1996).

## Пам'ятки
- палац Дуніна-Борковського з парком (XIX—XX ст.), що нині є приміщенням школи;
- дуби Тараса Бульби» — ботанічна пам'ятка природи місцевого значення;
- урочище Криве — ботанічний заказник загальнодержавного значення;
- стінка «Городок–Костільники» — ботанічна пам'ятка природи місцевого значення;
- Касперівсько-Городоцький іхтіологічний заказник — природоохоронний об'єкт місцевого значення;

Біля села є печери «Кирнички» та «Язвина».
Поблизу Городка розташований Національний природний парк «Дністровський каньйон».

## Пам'ятники
- споруджено пам'ятник воїнам-односельцям, полеглим у німецько-радянській війні (1991);
- встановлено пам'ятний хрест на честь проголошення Незалежності України (1992);
- насипано символічні могили Борцям за волю України (1993) та воякам УПА (1994).

## Соціальна сфера
Діють ЗОШ I—II ступенів, дитячий садочок, клуб, бібліотека, Будинок народної творчості, фельдшерський пункт, ТНЗ «Дзвіночок», фермерське господарство «Перспектива», торгові заклади.

## Населення
У 2003 році — 733 особи, 2014 — 702.

## Відомі люди

### Народилися
- Калина Боднарчук (1902—?) — українська громадська діячка у Канаді;
- Александер Лешек Борковський-Дунін (1811—1896) — польський поет, перекладач;
- Володимир Добрянський (нар. 1966) — український науковець, археолог, історик, спелеолог, дослідник старожитностей, фортифікацій та топоніміки[9].
- Богдан Королюк (1938—2010) — український адвокат, суддя та заслужений юрист України .
- Іван Марущак (нар. 1970) — український футбольний тренер.
- Ганна Іванівна Мигайчук псевдонім AMiga0707 (нар.07.07.1983) поетеса, письменниця, автор книги "Мудра книжечка", "Wise tales. Мудрі казки", "Абетка"

## Світлини

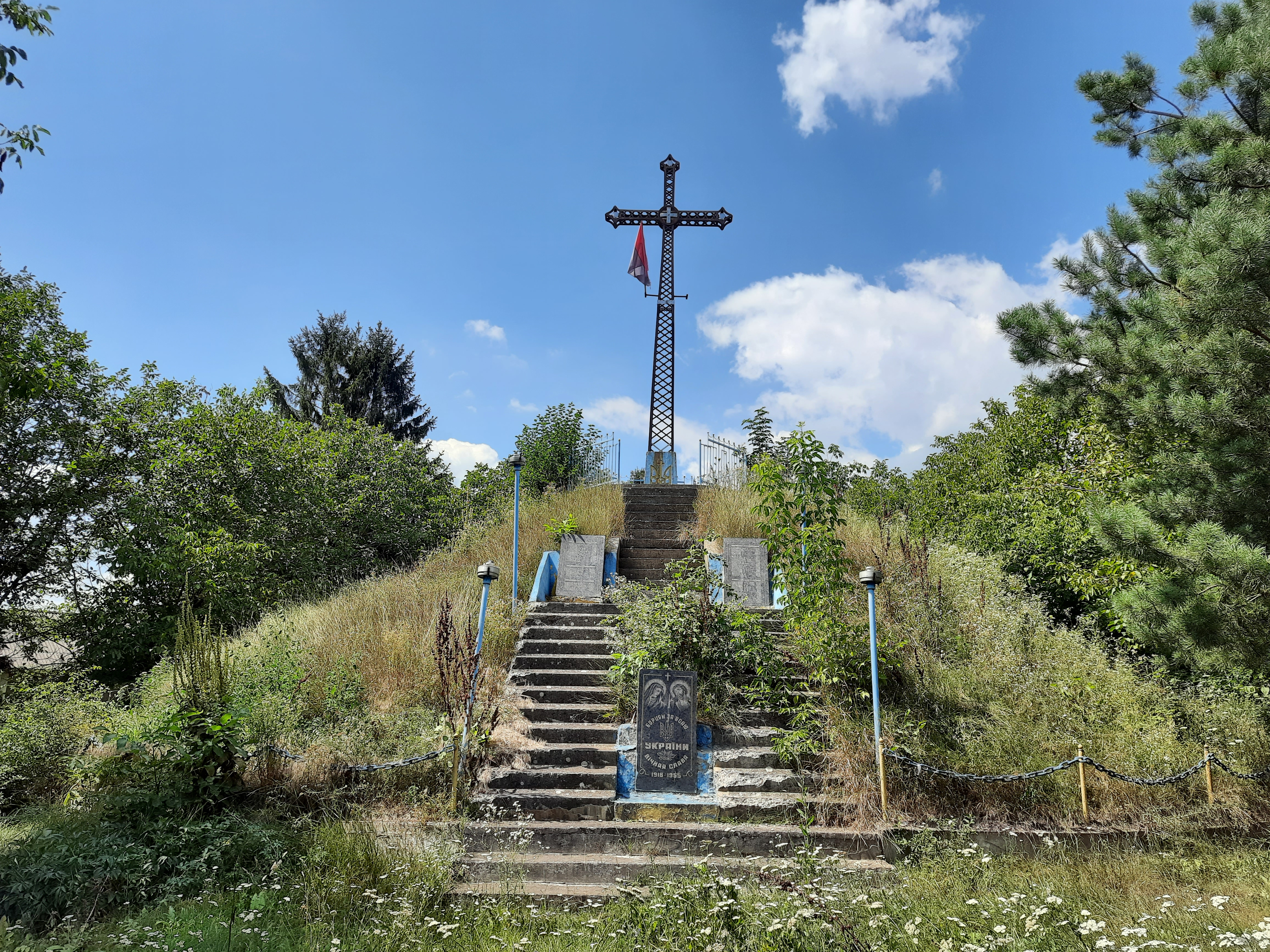
Символічна могила воякам УПА
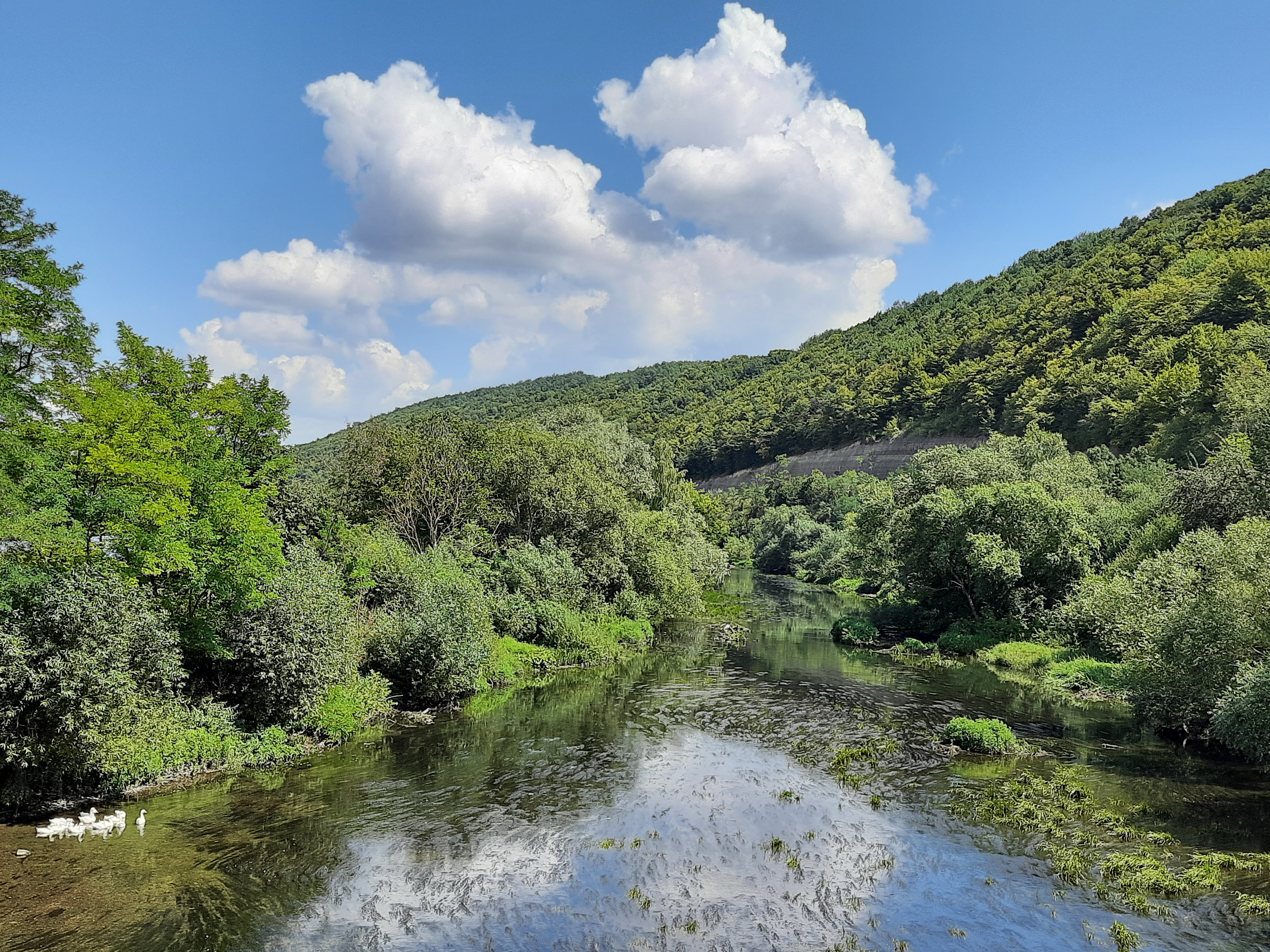
Річка Серет біля села
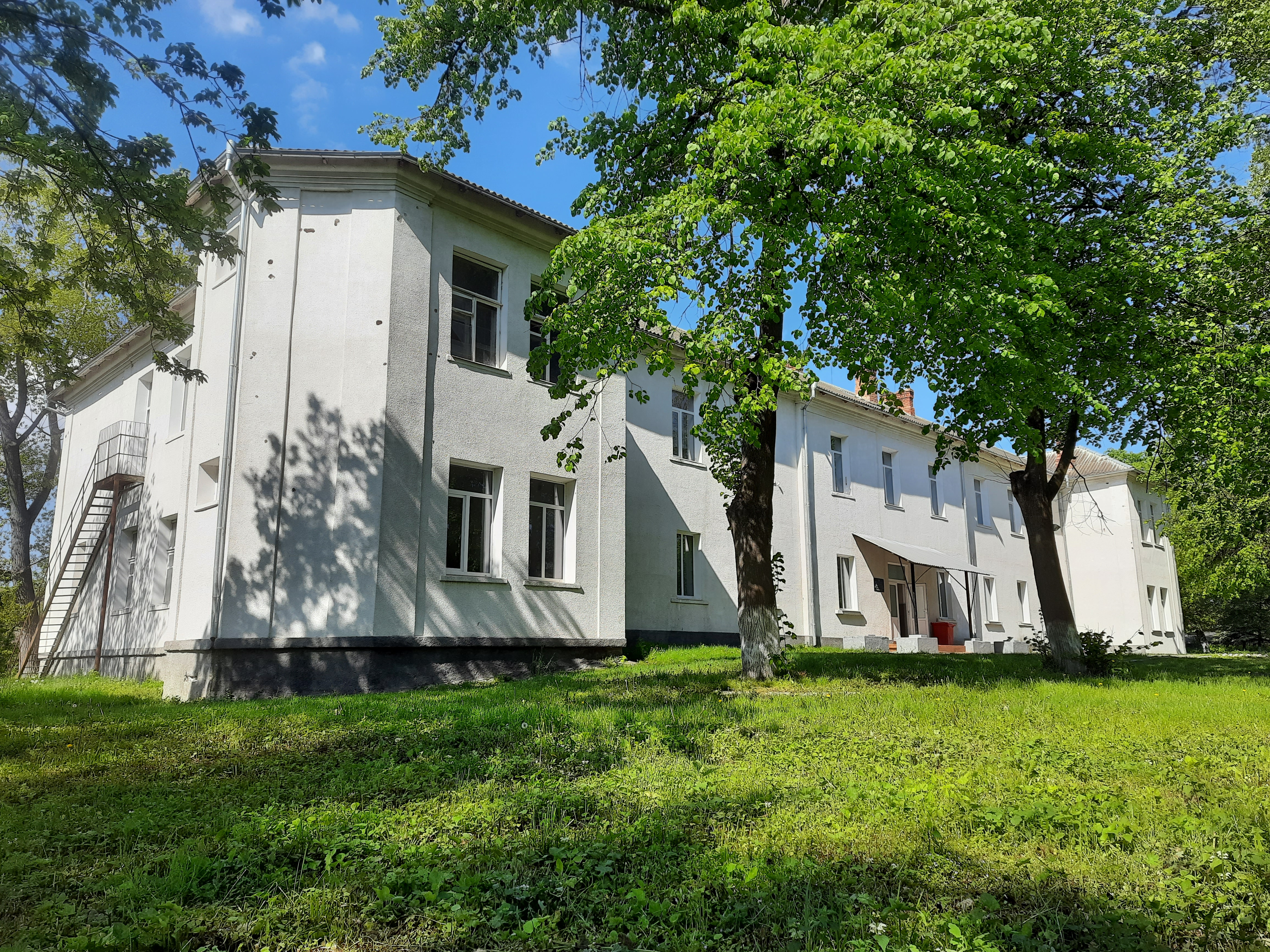
Палац Дуніна-Борковського
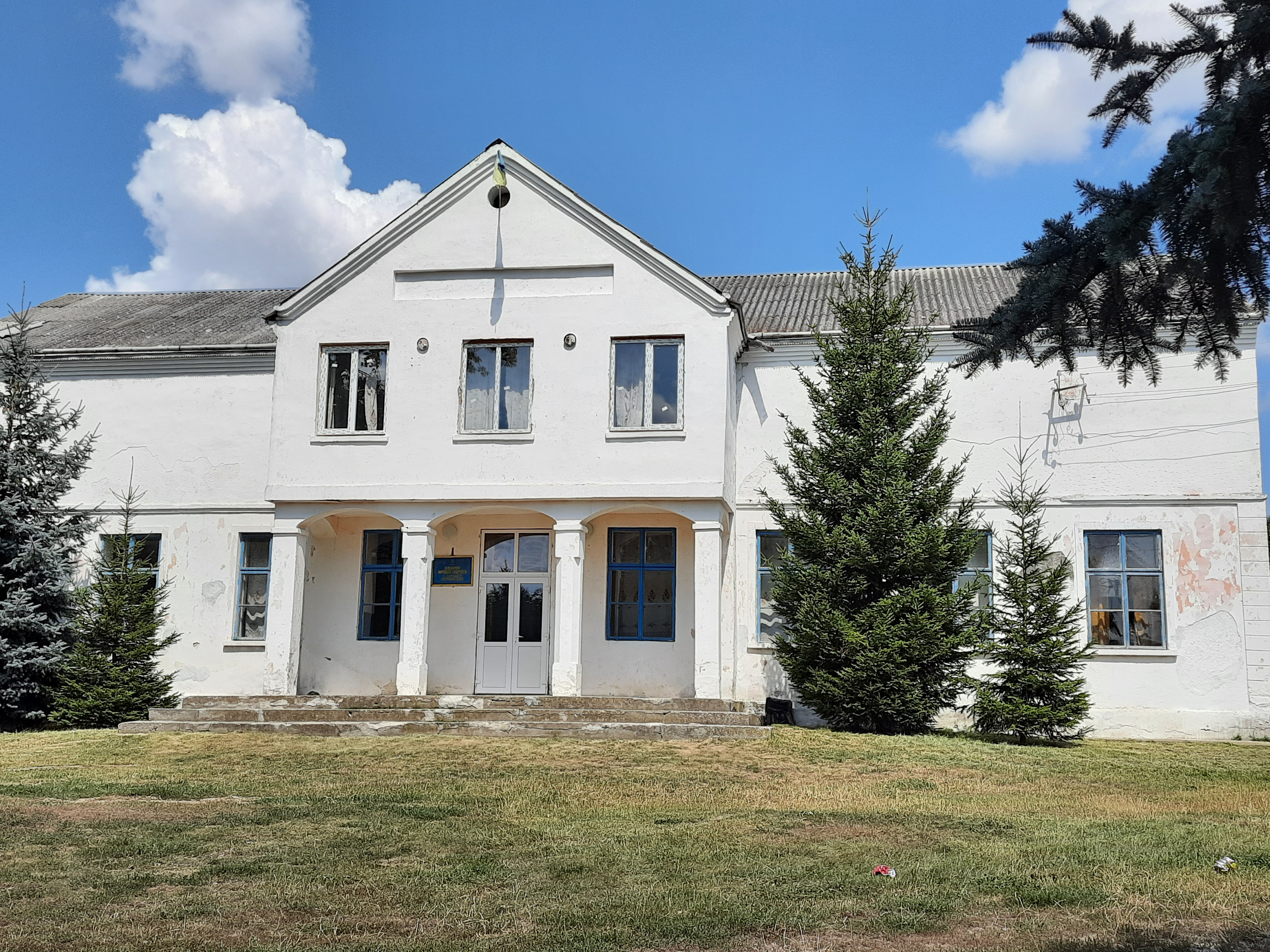
Будинок культури